# Bjerknes (cráter marciano)
Bjerknes es un cráter de impacto situado en el cuadrángulo Eridania de Marte, localizado en las coordenadas 43.01°S de latitud y 171.48°E de longitud. Tiene 88.6 km de diámetro y recibió su nombre en honor del físico y meteorólogo  noruego  Vilhelm Bjerknes en 1973.